# Salamina, Magdalena
Salamina là một khu tự quản thuộc tỉnh Magdalena, Colombia. Thủ phủ của khu tự quản Salamina đóng tại Salamina Khu tự quản Salamina có diện tích 175 ki lô mét vuông. Đến thời điểm ngày 28 tháng 5 năm 2005, khu tự quản Salamina có dân số 8414 người.